# Пьянико
Пьянико (итал. Pianico) — коммуна в Италии, располагается в регионе Ломбардия, в провинции Бергамо.
Население составляет 1429 человек (2008 г.), плотность населения составляет 545 чел./км². Занимает площадь 3 км². Почтовый индекс — 24060. Телефонный код — 035.
Покровителем коммуны почитается святой Зенон Веронский, празднование 12 апреля.

## Демография
Динамика населения:

## Администрация коммуны
- Официальный сайт: http://www.comune.pianico.bg.it/